# Orostachys schoenlandii
Orostachys schoenlandii är en fetbladsväxtart som först beskrevs av R.-hamet, och fick sitt nu gällande namn av Hideaki Ohba. Orostachys schoenlandii ingår i släktet Orostachys och familjen fetbladsväxter. Inga underarter finns listade i Catalogue of Life.